# Манстон (тауншип, Миннесота)
Манстон (англ. Manston) — тауншип в округе Уилкин, Миннесота, США. На 2000 год его население составило 62 человека.

## География
По данным Бюро переписи населения США площадь тауншипа составляет 93,4 км², из которых 93,4 км² занимает суша, водоёмов нет.

## Демография
По данным переписи населения 2000 года здесь находились 62 человека, 23 домохозяйства и 18 семей. Плотность населения —  0,7 чел./км². На территории тауншипа расположена 31 постройка со средней плотностью 0,3 построек на один квадратный километр. Расовый состав населения: 100,00 % белых.
Из 23 домохозяйств в 30,4 % воспитывались дети до 18 лет, в 69,6 % проживали супружеские пары и в 21,7 % домохозяйств проживали несемейные люди. 17,4 % домохозяйств состояли из одного человека, при том 8,7 % из — одиноких пожилых людей старше 65 лет. Средний размер домохозяйства — 2,70, а семьи — 3,11 человека.
22,6 % населения — младше 18 лет, 4,8 % — в возрасте от 18 до 24 лет, 30,6 % — от 25 до 44, 29,0 % — от 45 до 64, и 12,9 % — старше 65 лет. Средний возраст — 40 лет. На каждые 100 женщин приходилось 169,6 мужчин. На каждые 100 женщин старше 18 приходилось 152,6 мужчин.
Средний годовой доход домохозяйства составлял 44 375 долларов, а средний годовой доход семьи —  45 000 долларов. Средний доход мужчин —  40 417  долларов, в то время как у женщин — 28 125. Доход на душу населения составил 14 949 долларов. За чертой бедности находились 8,3 % семей и 15,7 % всего населения тауншипа, из которых 35,0 % младше 18 и 14,3 % старше 65 лет.